# Le Duan
Lê Duẩn [lē zûən] (7. dubna 1907 Quang Tri – 10. července 1986 Hanoj) byl vietnamský komunistický politik. V padesátých letech se stal generálním tajemníkem Komunistické strany Vietnamu a Ústředního výboru Komunistické strany Vietnamu. Od zhoršení zdravotního stavu Ho Či Mina, během šedesátých let, byl nejvyšším rozhodovacím činitelem ve Vietnamu.
Narodil se do rodiny patřící do nižší třídy v provincii Quảng Trị, celkově o jeho mládí není moc informací. K myšlenkám na revoluci přišel během dvacátých let 20. století, tehdy pracoval jako železniční úředník.

## Vyznamenání
- Řád Klementa Gottwalda – Československo, 22. března 1982[1]
- Řád José Martího – Kuba, 1982[2][3]
- Leninův řád – Sovětský svaz, 22. ledna 1982

- Řád zlaté hvězdy – Vietnam